# Filip De Wilde
Filip Alfons de Wilde (Zele, Belgija, 5. srpnja 1964.) je belgijski nogometni trener te bivši nogometni vratar i nacionalni reprezentativac. Tijekom 22-godišnje karijere, De Wilde je igrao uglavnom za Anderlecht Bruxelles za koji je branio u gotovo 400 službenih utakmica. Kao reprezentativni vratar, branio je na tri svjetska (1990., 1994. i 1998.) te jednom europskom (2000.) prvenstvu.

## Karijera

### Klupska karijera
Filip De Wilde je rođen u Zeleu u istočnoj Flandriji i tamo je počeo braniti u lokalnom Eendrachtu. Nakon toga je dvije sezone bio vratar juniora Beverena da bi 1982. godine ušao u seniorsku momčad. S klubom je već sljedeće sezone osvojio svoj prvi trofej, belgijski kup, da bi u sezoni 1983./84. s Beverenom postao prvak Belgije.
Godine 1987. kupuje ga Anderlecht s kojim je tijekom sljedećih devet godina osvojio po četiri prvenstva i nacionalna kupa. Poslije ostvarenih uspjeha u domovini, De Wilde odlazi u lisabonski Sporting. Međutim, ondje je izgubio status prvog vratara od mladog Tiaga Ferreire. Zbog toga se u travnju 1998. godine vraća u Anderlecht s kojim je osvojio dva uzastopna naslova prvaka (2000. i 2001. godine). U klubu je bio standardni vratar sve do odlaska 2003. godine kada je s 39 godina potpisao za Sturm Graz.
De Wilde se u Austriji zadržao svega prvi dio sezone te se u zimskom prijelaznom roku vraća u domovinu gdje brani za Lokeren. Posljednji klub bio mu je niželigaš FC Geel za koji je branio tijekom travnja i svibnja 2005. godine.

### Reprezentativna karijera
De Wilde je branio za Belgiju punih jedanaest godina te je u tom razdoblju s njome nastupio na tri svjetska (1990. u Italiji, 1994. u SAD-u te 1998. u Francuskoj) i jednom europskom (2000. u Belgiji i Nizozemskoj) prvenstvu. Debi za nacionalni sastav vratar je ostvario 1989. godine u prijateljskoj utakmici protiv Danske kada je ušao u igru kao zamjena Gilbertu Bodartu na poluvremenu.
Na prva dva svjetska prvenstva, De Wilde je bio zamjena legendarnom Michelu Preud'hommeu. Tek je njegovim povlačenjem iz reprezentacije 1994. godine, Filip De Wilde postao standardan u nacionalnoj selekciji. Prvi veći De Wildeov turnir bilo je Svjetsko prvenstvo 1998. na kojem Belgija nije izgubila niti jednu utakmicu u skupini, ali je ipak ispala već na startu. Reprezentacija je na EURU 2000. godine ponovo ispala u skupini dok je De Wilde u posljednjoj utakmici protiv Turske zaradio crveni karton šest minuta prije kraja. To mu je ujedno bio i posljednji nastup u nacionalnom dresu.

### Trenerska karijera
Ubrzo nakon igračkog umirovljenja, Filip De Wilde je imenovan trenerom vratara u Anderlechtu. Od 2012. godine isti posao je počeo obavljati u belgijskoj U21 reprezentaciji.

## Osvojeni trofeji

### Klupski trofeji
| Klub                 | Trofej              | Sezona / godina |
| Belgija              | Belgija             | Belgija         |
| -------------------- | ------------------- | --------------- |
| Beveren              | Belgijski kup       | 1983.           |
| Beveren              | Belgijsko prvenstvo | 1983./84.       |
| Beveren              | Belgijski Superkup  | 1984.           |
| Anderlecht Bruxelles | Belgijski kup       | 1988.           |
| Anderlecht Bruxelles | Belgijski kup       | 1989.           |
| Anderlecht Bruxelles | Belgijsko prvenstvo | 1990./91.       |
| Anderlecht Bruxelles | Belgijski Superkup  | 1991.           |
| Anderlecht Bruxelles | Belgijsko prvenstvo | 1992./93.       |
| Anderlecht Bruxelles | Belgijski Superkup  | 1993.           |
| Anderlecht Bruxelles | Belgijsko prvenstvo | 1993./94.       |
| Anderlecht Bruxelles | Belgijski kup       | 1994.           |
| Anderlecht Bruxelles | Belgijski Superkup  | 1994.           |
| Anderlecht Bruxelles | Belgijsko prvenstvo | 1994./95.       |
| Anderlecht Bruxelles | Belgijski Superkup  | 1995.           |
| Anderlecht Bruxelles | Belgijsko prvenstvo | 1999./00.       |
| Anderlecht Bruxelles | Belgijski Superkup  | 2000.           |
| Anderlecht Bruxelles | Belgijsko prvenstvo | 2000./01.       |
| Anderlecht Bruxelles | Belgijski Superkup  | 2001.           |

### Individualni trofeji
| Trofej                  | Godina |
| ----------------------- | ------ |
| Belgijski vratar godine | 1994.  |
| Belgijski vratar godine | 2000.  |

## Vanjske poveznice
- Anderlecht-online.be
- National Football Teams.com
- Fore De Jogo.net  Arhivirana inačica izvorne stranice od 4. ožujka 2016. (Wayback Machine)